# 查爾頓鎮區 (密歇根州)
查爾頓鎮區（英語：Charlton Township）是位於美國密歇根州奧齊戈縣的一個行政鎮區。

## 地方資料
查爾頓鎮區的面積為264.70平方千米，當中陸地面積為259.96平方千米，而水域面積為4.74平方千米。根據2020年美國人口普查的數據，當地共有人口1350人，而人口密度為每平方千米5.1人。